# Congresul Pentru Democrație și Progres din Burkina Faso

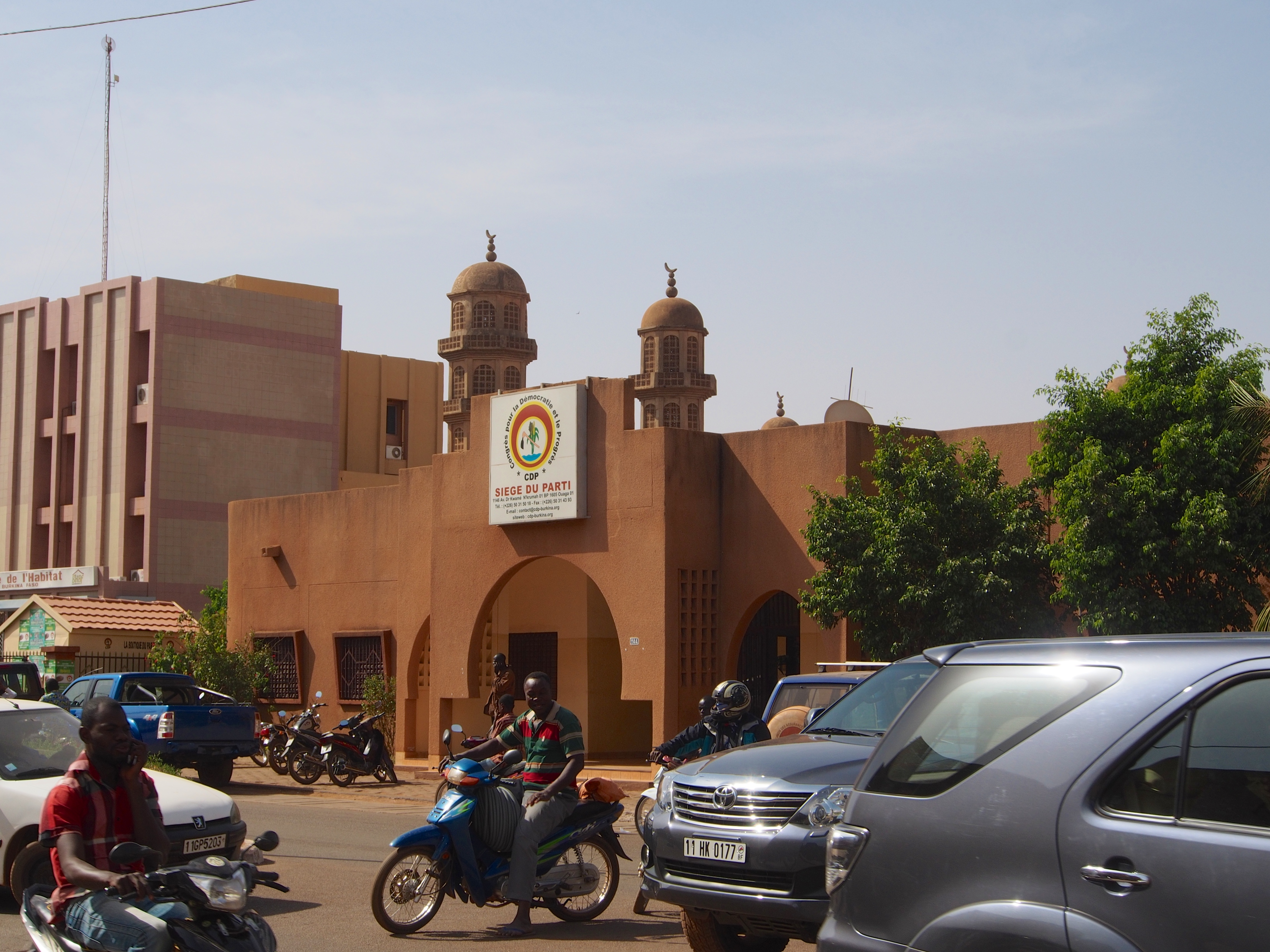
Sediul CDP

Congresul Pentru Democrație și Progres din Burkina Faso (în franceză Congrès pour la Démocratie et le Progrès) numit și CDP este un partid politic social-democrat din Burkina Faso.

## Istorie
CDP a fost fondat pe data de 6 februarie 1996 de către Blaise Compaoré din următoarele partide politice:
-Organizația pentru Democrație Populară și Mișcarea Muncii; 
-Convenția Națională a Patrioților Progresivi;
-Partidul pentru Democrație și Adunare;
-Mișcarea pentru Social-democrație;
-Uniunea Social-Democraților;
-Grupul Democraților Revoluționari;
-Adunarea Social-Democraților Independenți;
-Partidul pentru Panafricanism și Unitate;
-Uniunea Democraților și Patrioților din Burkina;
-Partidul Acțiunii pentru Liberalism în Solidaritate;
CDP începând din 2000 a inclus și Blocul Socialist Burkinez.
Acest partid politic a cuprins numeroase personalități din Burkina Faso cum ar fi: Roch Marc Christian Kaboré (actualul Președinte al Burkinei Faso).